# Dorottya Gajdos
Dorottya Fanni Gajdos, ungarisch: Gajdos Dorottya Fanni, (* 26. November 2000 in Budapest) ist eine ungarische Handballspielerin. Sie ist ungarische Nationalspielerin in der Disziplin Beachhandball und Zweitligaspielerin im Hallenhandball. Sie spielt auf dem linken Flügel.
Gajdos besuchte das Szentendrei Református Gimnázium.

## Hallenhandball
Seit der Saison 2013/14 spielt Gajdos für den ungarischen Zweitligisten Szentendrei NKE. Ein Zweitspielrecht hatte sie in der Saison 2018/19 für Solymári SC. Ihr Zweitliga-Debüt gab sie in der Saison 2015/16. Bis zum Ende der Saison 2019/20 bestritt sie 20 Spiele in der zweiten, vier Spiele in der dritten Liga und eines im ungarischen Landespokal-Wettbewerb.

## Beachhandball

### Juniorinnen
Ihre größeren Erfolge feierte Gajdos zunächst im Beachhandball. Sie gehörte der ungarischen Mannschaft bei den Beachhandball-Junioreneuropameisterschaften 2016 (U16) in Nazaré an. Neben ihr gehörten auch schon Csenge Braun, Rebeka Benzsay, Sára Léránt, Gréta Hadfi und Réka Király zum Aufgebot, mit denen sie, ergänzt um etwa Gabriella Landi und Klaudia Pintér, in den nächsten Jahren das Rückgrat des Junioren-Nationalteams bildete. Das erste Spiel gegen Litauen gewannen die Ungarinnen sicher, verloren danach gegen Norwegen in zwei knappen Sätzen und gewannen schließlich das letzte Vorrundenspiel gegen die Schweiz in überragender Manier. Gegen Litauen trug sie vier Punkte zum Sieg bei, gegen die Schweiz als drittbeste ungarische Werferin sieben. Gegen Litauen konnte Gajdos nach zwei Fouls das Spiel wegen eines Spielausschlusses auch nicht beenden. Als Tabellen-Zweite zogen die Ungarinnen in das Viertelfinale, wo sie Portugal im Shootout unterlagen. In den weiteren Platzierungsspielen wurde zunächst Deutschland im Shootout besiegt – Gajdos traf als drittbeste Ungarin zu sechs Punkten und erhielt eine Zeitstrafe für ein Foul –, im letzten Spiel um den fünften Rang Kroatien in zwei Sätzen. Gajdos kam in allen Spielen des Turniers zum Einsatz und traf dabei zu 19 Punkten.
Auch im Jahr darauf gehörte Gajdos zum ungarischen Team für die Beachhandball-Junioreneuropameisterschaften 2017 am Jarun-See bei Zagreb. Die Mannschaft spielte ein gutes Turnier. In der Vorrunde wurden zunächst die vier ersten Spiele gegen Rumänien, Polen, Deutschland und die Ukraine gewonnen, vor allem die beiden ersten Spiele sehr deutlich. Gegen Rumänien war Gajdos hinter Benzsay mit acht Punkten beste Werferin Ungarns, gegen Deutschland mit 12 Punkten. Erst das letzte Spiel gegen die Niederlande wurde im Shootout verloren, wobei vor allem im zweiten Satz eine schwache ungarische Leistung gezeigt wurde. Als Tabellenzweite zogen die Ungarinnen in die Viertelfinalspiele und schlugen dort Spanien im Shootout; Gajdos erzielte 12 Punkte und damit nur einen weniger als die beste Werferin Ungarns, Csenge Braun. Im Halbfinale war wie im Jahr zuvor im Viertelfinale Portugal der Endpunkt. In zwei knappen Niederlagen in den Sätzen verpasste Ungarn den Einzug in das Finale; Gajdos war mit acht Punkten drittbeste ungarische Werferin nach Benzsay und Braun. Im Spiel um Platz drei musste sich Ungarn Deutschland geschlagen geben, Gajdos erzielte acht Punkte und war damit als zweitbeste ungarische Werferin halb so oft erfolgreich wie Braun. Gajdos kam erneut in allen Spielen zum Einsatz und erzielte 61 Punkte. Mit dem vierten Platz bei der Junioren-EM verpasste Ungarn eigentlich die Qualifikation für die Beachhandball-Juniorenweltmeisterschaften 2017 in Flic-en-Flac auf Mauritius, rückte aber für die nicht angetretenen Norwegerinnen nach. Bei nur einer Niederlage im gesamten Turnierverlauf gewann das ungarische Team dort gegen die Niederlande den Titel.
Auch bei den Beachhandball-Junioreneuropameisterschaften 2018 in Montenegro gewann Gajdos mit Ungarn den Titel. Nachdem in der Vorrunde gegen Spanien zunächst mit einer Niederlage im Shootout in das Turnier gestartet wurde, folgten deutliche Siege gegen die Schweiz, Italien und die Türkei. In einem rauen Viertelfinalspiel mit drei Platzverweisen wurde Russland geschlagen. Im Halbfinale wurde dieses Mal Portugal noch dazu klar besiegt. Im Finale wurde mit den Niederländerinnen ein anderer Dauerrivale besiegt, mit sechs Punkten trug Gajdos bei einer geschlossenen Mannschaftsleistung nur zwei Punkte weniger zum finalen Erfolg bei als die beste Werferin, Rebeka Benzsay. Erneut kam Gajdos in allen Spielen zum Einsatz und erzielte im Turnierverlauf 28 Punkte.

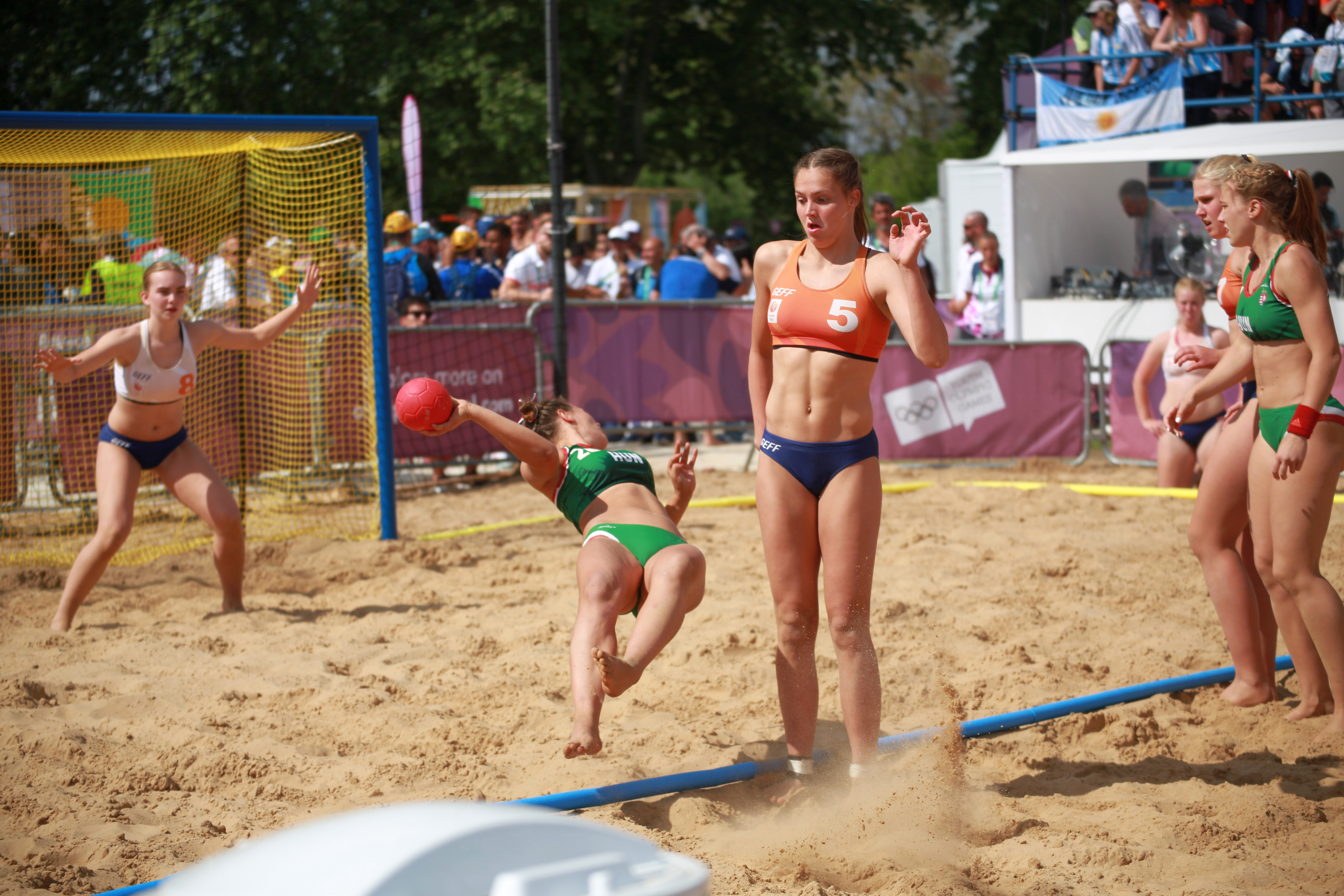
Gojdos beim Drehwurf im Spiel um die Bronzemedaille gegen die Niederlande der Olympischen Jugendspiele 2018; Marit van Ede (#5) kann nur noch zusehen, während Lieke van der Linden im Tor den Wurf erwartet. Rechts bleibt Amber van der Meij und Rebeka Benzsay nur noch die Zuschauerrolle

Später im Jahr gehörte Gajdos zum Kader Ungarns für die Olympischen Jugendspiele 2018 in Buenos Aires, wo Beachhandball erstmals im Programm Olympischer Spiele stand. Mit Braun, Benzsay und Léránt bildete sie die Standard-Angriffsreihe, zu der alternierend auch Klaudia Pintér, seltener Réka Király stieß. Schon gleich im ersten Spiel gegen Amerikanisch-Samoa gelang ein deutlicher Sieg, Gajdos steuerte sieben Punkte und vier Assists bei. Auch gegen den zweiten großen Außenseiter des Turniers, Mauritius, gelang im nächsten Spiel ein deutlicher Sieg. Im dritten Spiel konnte Russland nach Shootout bezwungen werden, gemeinsam mit Benzsay war Gajdos mit 16 Punkten erfolgreichste Werferin der ungarischen Mannschaft, zudem gab sie fünf Assists. Beim 2:0-Sieg gegen die großen Konkurrenten um den Sieg in der Vorrunde, Kroatien, blieb Gajdos in der Offensive eher unauffällig, erhielt aber wie schon im Spiel zuvor eine Zeitstrafe wegen eines Fouls. Es sollten die beiden einzigen Zeitstrafen im Turnierverlauf bleiben. Auch das letzte Spiel der Vorrunde gegen Chinesisch Taipeh wurde mit 2-0 gewonnen. Gajdos erzielte zwar nur vier Punkte, zeigte aber sonst die ganze Bandbreite eines Spiels: zwei Assists, aber auch ein schwerer Ballverlust, einmal strafwurfreif gefoult worden, andererseits verursachte sie auch einen Strafwurf. Auch in der Hauptrunde konnte die Erfolgsserie fortgesetzt werden und Paraguay wurde mit 2-0 geschlagen, Gajdos erzielte mit neun Punkten ihre zweithöchste Anzahl im Turnier. Das nächste Spiel war gegen die Gastgeberinnen aus Argentinien und führte bis in den Shootout, in dem sich die Ungarinnen erstmals geschlagen geben mussten, obwohl sie in der Addition beider Durchgänge mit 38:31 Punkten eine deutlich bessere Quote aufzuweisen hatten. Gegen die Niederlande im finalen Hauptrundenspiel konnte sich Ungarn im Shootout durchsetzen und zog hinter den Niederlanden und vor Argentinien und Kroatien in die Halbfinalspiele ein. Im Halbfinale unterlag Ungarn gegen die Gastgeberinnen im Shootout, obwohl die Ungarinnen in der Addition der Halbzeiten sogar einen Punkt mehr erzielt hatten. Gajdos erzielte mit sieben Punkten ihre drittmeisten im Turnier und gab daneben drei Assists. Im Spiel um den dritten Rang traf man erneut auf die Auswahl der Niederlande, die mit 2-0 geschlagen werden konnte. Gajdos erzielte zwar nur drei Punkte, gab aber vier Torvorlagen, wurde einmal strafwurfreif gefoult, eroberte einen Ball, hatte jedoch auch einen schweren Ballverlust. Die Bronzemedaille war die erste vergebene Medaille im Beachhandball im Olympischen Rahmen. Gajdos spielte alle zehn möglichen Partien und war dabei mit 64 Punkten Ungarns viertbeste Werferin. Auch ihre 24 Vorlagen waren der vierthöchste Wert im ungarischen Team. Keine andere ungarische Spielerin wurde so oft wie sie gefoult, was zu vier Strafwürfen führte. Andererseits waren ihre zwei Zeitstrafen auch der höchste Wert im ungarischen Team.

### Frauen
Anders als der Großteil ihrer langjährigen Juniorinnen-Nationalmannschaftskolleginnen wurde Gajdos bislang noch nicht für ein Turnier der A-Nationalmannschaft berufen, sie gehört aber dem erweiterten Nationalkader an.

## Erfolge
Olympische Jugendspiele
- 2018:

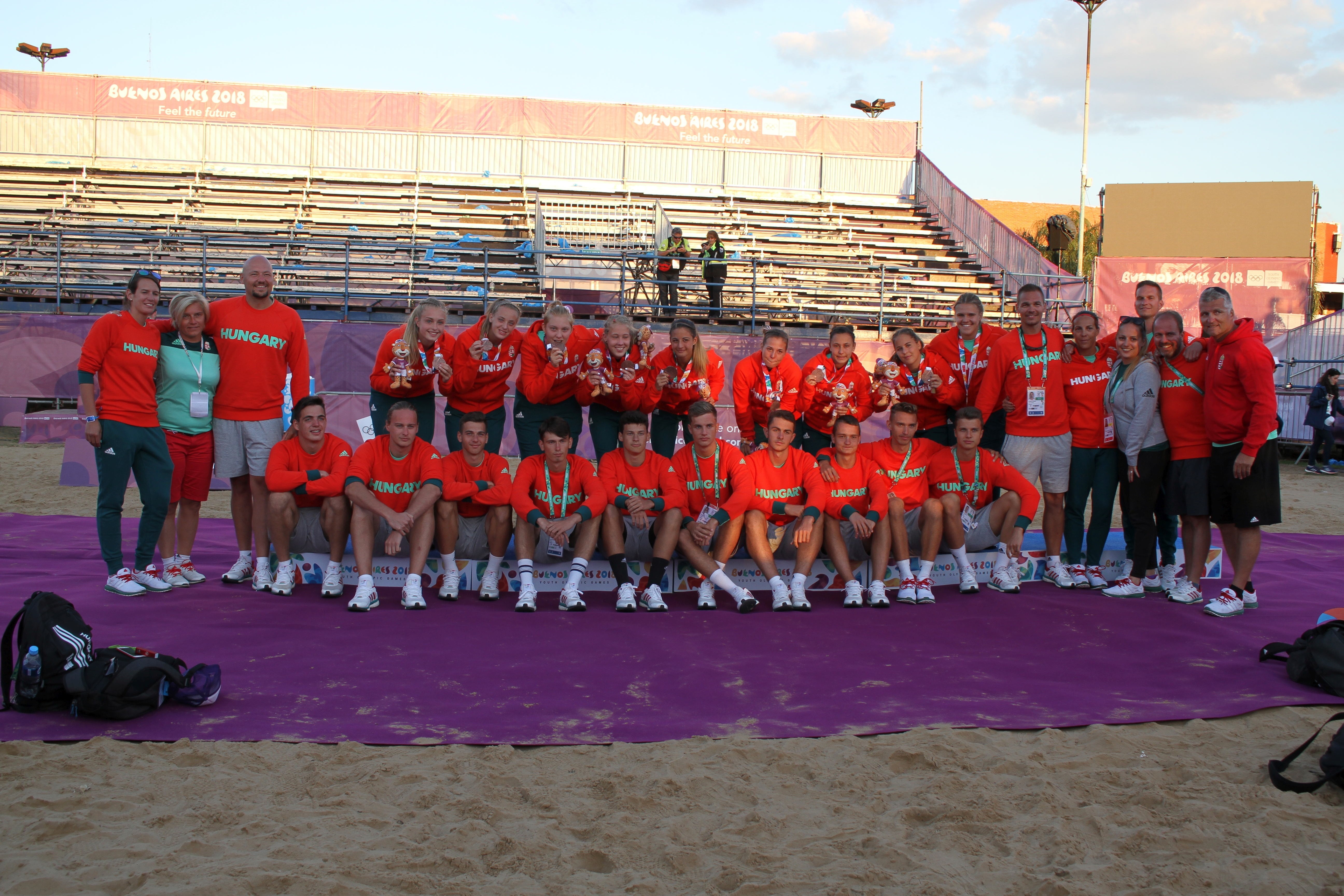
Die ungarischen Mannschaften und Betreuer nach der Siegerehrung der Olympischen Jugendspiele 2018

Beachhandball-Juniorenweltmeisterschaften
- 2017:

Beachhandball-Junioreneuropameisterschaften
- 2016: Fünfte
- 2017: Vierte
- 2018:

## Einzelbelege
1. ↑  Ösztöndíjak | Szentendrei Református Gimnázium. Abgerufen am 19. Dezember 2020.
2. ↑  European Handball Federation - 2016 Women's ECh Beach Handball 16 / Match Details. Abgerufen am 24. Oktober 2020 (englisch).
3. ↑  European Handball Federation - 2016 Women's ECh Beach Handball 16 / Match Details. Abgerufen am 24. Oktober 2020 (englisch).
4. ↑  European Handball Federation - 2016 Women's ECh Beach Handball 16 / Match Details. Abgerufen am 24. Oktober 2020 (englisch).
5. ↑  European Handball Federation - 2016 Women's ECh Beach Handball 16 / Match Details. Abgerufen am 24. Oktober 2020 (englisch).
6. ↑  European Handball Federation - 2017 Women's Ech Beach Handball 17 / Match Details. Abgerufen am 24. Oktober 2020 (englisch).
7. ↑  European Handball Federation - 2017 Women's Ech Beach Handball 17 / Match Details. Abgerufen am 24. Oktober 2020 (englisch).
8. ↑  European Handball Federation - 2017 Women's Ech Beach Handball 17 / Match Details. Abgerufen am 24. Oktober 2020 (englisch).
9. ↑  European Handball Federation - 2017 Women's Ech Beach Handball 17 / Match Details. Abgerufen am 24. Oktober 2020 (englisch).
admin: Impressions from the second day of the EURO | BH Euro 2017 YAC. Abgerufen am 26. März 2020 (amerikanisches Englisch).
admin: Netherlands and Spain defended the European crown! | BH Euro 2017 YAC. Abgerufen am 26. März 2020 (amerikanisches Englisch).
10. ↑  Dunaújvárosi lány a világ tetején. 18. Juli 2017, abgerufen am 24. April 2020 (ungarisch).
11. ↑  Benzsay Rebeka: a legvadabb álmaimban sem gondoltam volna, hogy arannyal jövünk haza. Abgerufen am 27. März 2020.
12. ↑  Balássy László: Magyar Olimpiai Bizottság - BENZSAY REBEKA. 14. November 2018, archiviert vom Original am 27. März 2020; abgerufen am 27. März 2020 (ungarisch).
13. ↑  European Handball Federation - 2018 Women's ECh Beach Handball 18 / Match Details. Abgerufen am 24. Oktober 2020 (englisch).
14. ↑  European Handball Federation - 2018 Women's ECh Beach Handball 18 / Match Details. Abgerufen am 24. Oktober 2020 (englisch).
15. ↑  European Handball Federation - 2018 Women's ECh Beach Handball 18 / Match Details. Abgerufen am 24. Oktober 2020 (englisch).
16. ↑  European Handball Federation - 2018 Women's ECh Beach Handball 18 / Match Details. Abgerufen am 24. Oktober 2020 (englisch).
17. ↑  Rousing success on the sand - Olympic News. 6. Februar 2019, abgerufen am 27. März 2020 (englisch).
18. ↑  www.mksz.hu. Archiviert vom Original am 28. November 2021; abgerufen am 19. Dezember 2020.

| Personendaten    | Personendaten                                                             |
| ---------------- | ------------------------------------------------------------------------- |
| NAME             | Gajdos, Dorottya                                                          |
| ALTERNATIVNAMEN  | Dorottya, Gajdos (ungarisch); Gajdos, Dorottya Fanni (vollständiger Name) |
| KURZBESCHREIBUNG | ungarische Handball- und Beachhandballspielerin                           |
| GEBURTSDATUM     | 26. November 2000                                                         |
| GEBURTSORT       | Budapest                                                                  |